# Myrceugenia diemii
Myrceugenia diemii är en myrtenväxtart som beskrevs av Eberhard Max Leopold Kausel. Myrceugenia diemii ingår i släktet Myrceugenia och familjen myrtenväxter. Inga underarter finns listade i Catalogue of Life.